# Aus eines Mannes Mädchenzeit
Aus eines Mannes Mädchenzeit ist eine kurze, deutsche Stummfilmkomödie aus dem Jahre 1913 mit Wilhelm Bendow in der Titelrolle. Der Film ist ein sehr frühes Beispiel für Travestie auf der Leinwand.

## Handlung
Ein junger Mann bewirbt sich in einem gutbürgerlichen Haushalt um eine Stelle. Da aber ein Dienstmädchen gesucht wird, verkleidet er sich dementsprechend als Frau. Im Hause geht es, erotisch betrachtet, hoch her: der Familienvorstand, der Herr Kommerzienrat, ist ein wahrer Schürzenjäger, und der Hausdiener findet besonderen Gefallen an der frisch eingestellten Dienstmagd, die einen maskulin-herben Zug zu besitzen scheint. Das neue „Dienstmädchen“ aber hat mittlerweile bereits ein Auge auf eine junge Kollegin geworfen.
Zum Abschluss feiert die Dienerschaft in den Räumen der abwesenden Herrschaft ein Fest. Hier versucht jeder der Angestellten seinen erotischen Wunschträumen zur Erfüllung zu verhelfen, doch am Ende bekommt niemand das, was er (oder auch sie) sich ersehnt.

## Produktionsnotizen und Hintergrund
Aus eines Mannes Mädchenzeit entstand vermutlich 1912. Der zweiaktige Film passierte im Juni 1913 die Zensur, erhielt Jugendverbot und ist wohl noch im selben Jahr angelaufen. Fachblätter wie Der Kinematograph widmeten sich dem (je nach Quelle) 15- bis 26-minütigen Kurzfilmlustspiel.
Der Bühnenkomiker Wilhelm Bendow trat hier vermutlich das erste Mal vor die Kamera. Wer Regie führte, ist unbekannt. Die gelegentlich zu findende Angabe, dass Siegfried Dessauer, der hier in einer kleinen Rolle zu sehen ist, auch Regie führte, ist unwahrscheinlich, da alle seriösen Quellen Dessauers Anfänge als Filmregisseur auf das Jahr 1914 datieren.
Die Herstellungskosten beliefen sich auf 380 Mark (2.499 Euro).
Ähnlich wie eine weitere Produktion aus der Frühzeit des deutschen Stummfilms, Der Sieg des Hosenrocks, spielt auch dieser Film mit Rollenklischees und Rollentausch der Geschlechter.

## Kritik
Heide Schlüpmann schreibt: „Das Vergnügen des Publikums geht jedoch nicht in der primitiven Schadenfreude, gepaart mit derben Sexualphantasien, auf. Vielmehr stellt der Erzähler im Film, der männliche Protagonist, von Anfang an eine Kommunikation mit dem Publikum her, das dieses zum Komplizen seines Blicks unter die Decke der gesellschaftlichen Ordnung macht. AUS EINES MANNES MÄDCHENZEIT ist das einzig bekannte Beispiel aus der Vorkriegszeit, in dem auch eine Beziehung des Kinos zur homosexuellen Szene deutlich wird.“
Thomas Brandlmeier schreibt: „Eine ausgesprochene Sensation innerhalb der Messter-Produktion ist AUS EINES MANNES MÄDCHENZEIT (1912), wohl der früheste Film mit dem großen Wilhelm Bendow. Bendow, unter dem Vorwand eine Stellung als Dienstmädchen zu ergattern, liefert eine ganz undeutsche Travestie.“